# Bertha von Bruckenthal
Bertha von Bruckenthal, née le 14 mars 1846 à Vienne et morte le 18 juillet 1908 à Gainfarn, est une compositrice allemande.

## Biographie
Bertha von Bruckenthal a composé une Grande Messe solennelle en fa, op. 7, pour chœur et soli, avec accompagnement d’orchestre, qui est très estimée. Elle a aussi composé un Offertoire, op. 11 pour quatre voix et orgue et un Pange lingua pour quatre voix et orgue. Elle a aussi publié une Romanza, op. 9 pour violoncelle et piano, une Sérénade, op. 19, pour violon et piano et une série de six chœurs pour voix d’hommes, ainsi que divers chants et morceaux variés pour piano.